# أمراض عديد السكاريد المخاطي
داء عديد السكاريد المخاطي أو داء عديدات السكريد المخاطية (بالإنجليزية: Mucopolysaccharidosis) هي أمراض وراثية ناجمة عن خلل في ما يسمى الليسوسوم وهو الجزء المسئول عن حرق المواد غير المرغوب فيها داخل الخلايا وتسمى أمراض تخزين، لأن الجسم يظل عاجزا عن كنس وحرق وتكسير تلك المواد. أما كيف لا تستطيع الخلية التخلص من مواد مخزنة عليها، فهذا ناتج عن عدم قدرتها على إنتاج الإنزيم المسئول عن تكسير تلك المواد وهي عملية مسئول عنها اللسيسوم عبر الأنزيمات التي ينتجها.
عادة الجسم يستخدم الإنزيمات لحرق وإزالة الخلايا الميتة كجزء من عملية البناء والهدم المستمرة في جسم الإنسان. لكن في هذا النوع من الأمراض لا يملك المريض الإنزيم المحدد لفعل ذلك أو أن الإنزيم يوجد بصورة قليلة وغير كافية. بحيث لا يعود ممكنا الحرق والتكسير وبالتالي لا يمكن التخلص من الخلايا الميتة. والنتيجة تراكم المواد الميتة في كل خلية من الجسم تقريبا وتكون بذلك الخلايا الميتة عبئا على الخلايا الحية فلا تستطيع الأخيرة القيام بمهامها بصورة عادية. وبهذا يحدث دمار متزايد ومتطور في كل أجزاء الجسم بما في ذلك القلب والعظام والمفاصل والجهاز التنفسي والجهاز العصبي.
هذه الأمراض رغم أنها لا تكون واضحة عند ولادة الطفل إ لا أن علاماتها تبدأ في الظهور تدريجيا مع تطور المرض الذي يتطور مع زيادة عمر الطفل حيث يتم إحداث المزيد من الضرر لخلايا الجسم لأن الخلايا الميتة تتراكم عليها بمرور الأيام.
أمراض عديدات السكريات المخاطية أو عديد السكريات المخاطي تصيب واحدا من بين كل خمسة وعشرين ألف مولود تقريبا. وهي أمراض تسبب إعاقة جسدية متطورة ومستمرة وفي العديد من الحالات توجد إعاقة عقلية شديدة وعادة يموت المصابون وهم في عمر الطفولة لكن هناك استثناءات يطول فيها العمر.

## أقسام مرض عديدات السكر المخاطية
ينقسم هذا المرض إلى سبعة أقسام ويسمى كل نوع باسم الطبيب الذي اكتشفه.
- النوع الأول MPS-1أو MPS IHS

وهذا النوع ينقسم إلى ثلاثة أقسام
- - متلازمة هيرلر (إصابة شديدة)
  - متلازمة هيرلر سكي (إصابة متوسطة)
  - متلازمة سكي (أحيانا تكتب تشاي). (إصابة خفيفة)

التقسيمات الثلاثة هي تسميات لمرض واحد (Mucopolysaccharidosis Type 1) حيث الإنزيم المفقود واحد كما سيأتي شرح ذلك.
وقد أخذ المرض اسمه- هيرلور- من الطبيب جيرترد هيرلور الذي وصف طفلا وطفلة بعلامات هذا المرض في العام ألف وتسعمائة وتسعة عشر. وفي عام ألف وتسعمائة واثنين وستين كتب الاستشاري في أمراض العيون دكتور سكي عن مرضى كانت إصاباتهم أقل ضراوة. أما المرضى الذين لا يوصفون بأن إصابتهم شديدة أو خفيفة فإنهم يعرفون بدمج الاسمين معا هيرلور- سكي.
- النوع الثاني MPS-2
- النوع الثالث MPS-3
- النوع الرابع MPS-4
- النوع الخامس MPS-5
- النوع السادس MPS-6
- النوع السابع MPS-7

## طبيعة المرض وأسبابه
أمراض عديد السكر المخاطي هي سلسلة طويلة من جزيء السكر تستخدم في بناء النسيج الضام هو اصطلاح عام يطلق على جزيء السكر Poly تعني متعدد أو عديدات. وبهذا يجيء الاسم من الكلمات الثلاث mucopolysaccharidosis.
هناك عملية مستمرة في الجسم لتغيير المواد التي تم استخدامها وحرقها بغرض التخلص منها. الأطفال المصابون بهذا المرض mps1 ينقصهم إنزيم يسمى Alpha-L-Iduronidase وهو الإنزيم المسئول عن حرق جزيئات السكر المسماة dermatan sulfate and heparan sulfate glycosaminoglycans وهي تختصر عموما باسم GAGs. وهذه الجزيئات التي لا يتم حرقها وتكسيرها بصورة كاملة تبقى مخزنة في خلايا الجسم مسببة دمارا مستمرا ومتصاعدا ومتسع النطاق. الأطفال حديثو الولادة يمكن أن تظهر عليهم علامات طفيفة للمرض. ولكن بازدياد الدمار الذي يلحق بخلايا الجسم تبدأ الأعراض في الوضوح أكثر فأكثر.
- هل يمكن التمييز تماما بين أقسام النوع الأول من عديد السكر المخاطي؟

تتراوح أعراض هذا المرض ما بين الشديدة إلى أعراض خفيفة. وهناك فروق شاسعة في هذه الأعراض بين المرضى. وهذا يجعل في بعض الأحيان تصنيف المريض ووضعه ضمن قسم معين من أقسام هذا النوع الأول أمرا صعبا. ورغم أن المصابين بالنوع الخفيف تكون قدراتهم العقلية عادية إلا أنهم في ذات الوقت قد يكونون مصابين بأعراض متباينة ما بين الحدة واللطف.
- ما مدى انتشار أمراض عديدات السكر المخاطية؟

طفل واحد من بين خمسة وعشرين ألف ولادة يصاب بنوع من أنواع عديدات السكر المخاطية في الولايات المتحدة.

## طريقة توريث أمراض عديدات السكر المخاطية
كل أنواع أمراض عديدات السكر المخاطية لها طريقة واحدة في انتقال المرض من الوالدين إلى الأبناء عدا النوع الثاني وسيأتي الحديث عنه لاحقا. كل منا له مورثات ورثها من والديه. وهذه المورثات تحدد الصفات الوراثية مثل الطول والقصر واللون وغيرها. بعض الجينات التي نرثها تكون متنحية وهو ما يفسر عبارة أننا نحمل ذلك الجين ولكنه لا يؤثر على صحتنا رغم أنه جين معطوب. يسبب هيرلور سيندروم أو متلازمة هيرلور مورث متنح Recessive gene. فإذا تزوج شخص يحمل الجين المعطوب من آخر يحمل ذات الجين فإن هناك احتمالا نسبته خمسة وعشرون بالمئة بأن يصاب المولود بهذا المرض. وهذا الاحتمال يتجدد في كل حالة حمل أي ليس له علاقة بالولادات السابقة أو اللاحقة . وهناك احتمال بنسبة اثنتين من بين كل ثلاث فرص بأن يكون إخوة المولود المصاب حاملين للمرض وليسوا مصابين.
هذا المرض نادر جدا واحتمال أن يتزوج شخص حامل من آخر حامل أيضا يعد احتمالا ضئيلا جدا وينصح بأن لا يتم زواج بين أبناء عمومة أو خؤولة أو حتى أقارب قريبين داخل أسرتهم التي لها تأريخ بهذا المرض. ولا يشترط وجود تاريخ للمرض في الأسرة لإثبات إصابة طفلها.

## أعراض النوع الأول لمرض عديد السكر المخاطي
- تأخر في نمو الجسم رغم أن النمو يكون في العادة طبيعيا في العام الأول من عمر الطفل.
- تأخر عقلي يتفاقم مع الوقت
- غرابة ملامح الوجه
- غمامة بيضاء في قرنية العين بسبب تراكم السكارايدس
- تدهور في السمع
- تيبس المفاصل
- مشاكل في صمامات القلب
- تشوهات في القفص الصدري
- تشوهات في السلسلة الفقرية
- أصابع اليد لها شكل مخلبي
- تشوه الأسنان
- قصر القامة
- كبر حجم الرأس
- تضخم الكبد والطحال
- تشوه القفص الصدري
- شفاه ممتلئة
- فتاق السرة
- جبهة ناتئة
- لسان ضخم

ليس بالضرورة أن تنطبق كل هذه العلامات على المريض مع ملاحظة أن معظمها مشترك بين معظم أمراض عديدات السكر المخاطية.

## الاختبارات الطبية في mps1
في البداية عادة يجرى فحص البول لقياس dermatan sulfate and heparan sulfate glycosaminoglycans والمصطلح العام اختصارا هو GAGs الذي يشير إلى عديدات السكر في البول. لكن فحص البول لا يوضح نوع المرض من بين عديدات السكر المخاطية. ولتحديد النوع يجب إجراء فحص نشاط الإنزيم في الدم أو بأخذ عينة من الجلد. والانزيم الذي يجب فحصه في هذه الحالة يسمى alpha-L-iduronidase .أيضا يمكن أخذ صور أشعة للعمود الفقري وتخطيط للقلب لمعرفة وظيفة القلب والاطمئنان على الصمامات .

## العلاج
1. حديثا تمكنت بعض المؤسسات الطبية من إنتاج الإنزيم المفقود والذي يمثل غيابه أصل المشكلة وهو يحقن في الدم بصورة مستمرة. ولكن الدراسات لا تزال مستمرة لمعرفة مدى فاعليته وآثاره الجانبية على المدى الطويل.
2. زراعة نخاع العظم أو الخلايا الجذعية المستخرجة من دم الحبل السري من متبرع مطابق بدرجة كبيرة. أثبت هذا العلاج فائدة للعديد من الحالات فاستطاعوا إنتاج الإنزيم بخلاياهم الجديدة ولكن العملية لها مخاطرها وتعقيداتها. وفي هذه الحالة يجب إجراء العملية مبكرا قبل حدوث أضرار في خلايا المخ.
3. هناك محاولات لما يسمى العلاج الجيني وهي في طور الدراسة.
4. أعضاء الجسم المتأثرة بالمرض كالقلب مثلا يمكن التعامل معها بالطرق الطبية الاعتيادية كما يمكن زراعة قرنية العين كما يمكن زراعة قرنية العين ذا لزم الأمر.
5. يجب الاهتمام بالعلاج الطبيعي.

## روابط خارجية
- Society for Mucopolysaccharide Diseases in the UK
- The National MPS Society in the US, combating MPS and ML (mucolipidosis)
- The Canadian Society for Mucopolysaccharide and Related Diseases
- Hong Kong Mucopolysaccharidoses & Rare Genetic Diseases Mutual Aid Group
- Belorussian organization of Mucopolysaccharidoses & Rare Genetic Diseases
- BioMarin Pharmaceuticals Publicly traded company involved in providing enzyme treatment for MPS.
- MPS Australia The Australian MPS Society is a nonprofit organisation formed by parents, relatives and friends of those suffering from MPS.
- Clinical Trials Search
- http://www.werathah.com/meta/metabolic/mucopolysaccharidosis/